# Volodymir Gustov
Volodymir Gustov (ukrainsk: Володимир Юрійович Густов, translitteration på bl.a. engelsk: Volodymir Hustov, født 15. februar 1977) er en ukrainsk tidligere professionel cykelrytter.
I november 2010 skrev han kontakt med Team Saxo Bank-Sungard for 2011, og dermed var han tilbage hos Bjarne Riis efter to sæsoner hos Cervelo TT. 